# Monticelli (Teramo)
Il borgo di Monticelli è una frazione del Comune di Teramo.

## Storia
Esisteva già nel X secolo (come i paesi vicini), anche se con i vecchi nomi di Monticulo o Monticello.
Le fonti documentali testimoniano l'esistenza di un castello.
Tra l'XI e il XVI secolo esistevano anche un convento e altre due chiese dedicate a San Paolo e a San Giorgio ma non si conosce dove erano site.
I documenti testimoniano anche lo svolgimento del mercato del sabato come attualmente viene fatto a Teramo.
Si presume che il feudo di Monticello fosse un luogo di sosta per i venditori che dalla valle del Vibrata si trasferivano a Teramo per svolgere il loro commercio.

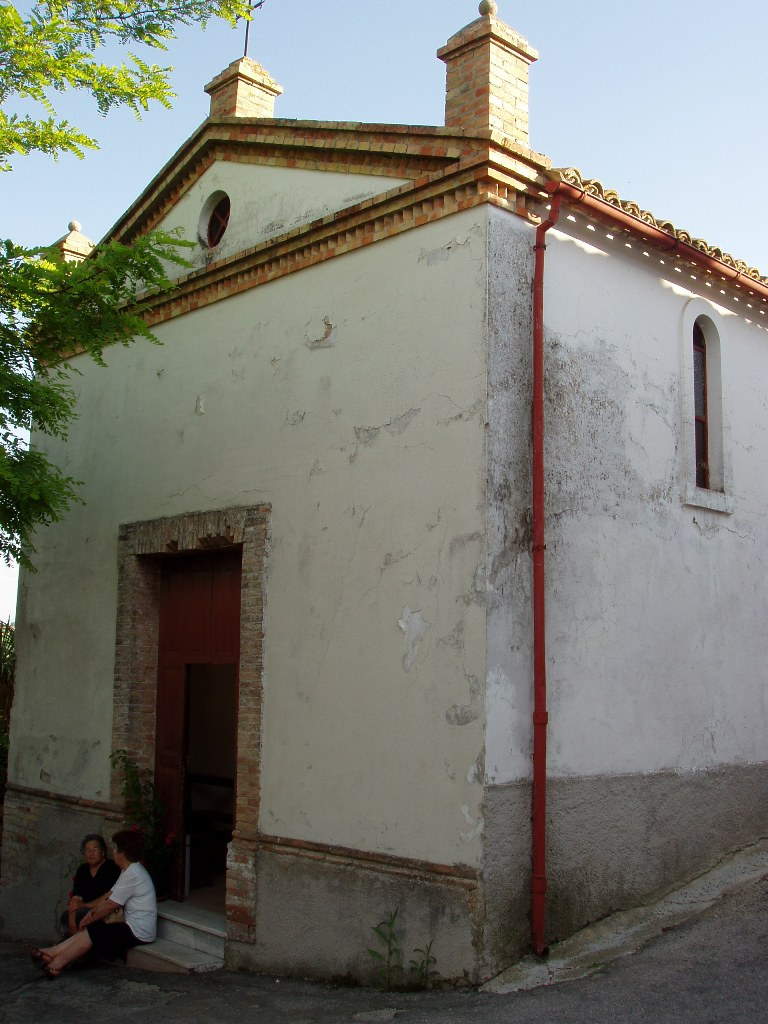
La chiesa di Monticelli (Teramo).

Nel 1062 Carbone di Solfio donò al vescovo di Teramo, Pietro, la sua parte di castello di Monticello con i diritti sulla chiesa locale e con i terreni del Tricaglio.
In data 10 gennaio 1108, il vescovo di Teramo, Uberto, reclama il possedimento di alcune terre e del castello di Monticello nei confronti dei figli e nipoti di un tal Guidone.
Nel catalogo dei feudatari dei reali Normanni, si evince che Monticello e Nepezzano facevano parte del feudo della famiglia Melatino (i Melatino regnarono a Teramo fino al XV secolo). Citazioni del castello di Monticello e delle sue terre sono riportate in vari documenti del XIII secolo.
In data 30 aprile 1351 nel Diploma della regina Giovanna I e di suo marito Luigi D’Angiò, si decreta che Monticello insieme con i borghi di Ponzano, Varano e Sant’Eleuterio, fu acquistato e incorporato all'Università (era questo il nome che anticamente indicava un territorio) di Teramo.
Quindi dal secolo XII fino al XVI secolo, Monticello insieme con i borghi di Varano, Nepezzano, Ponzano e Colle Santa Maria costituirono il feudo di Monticello appartenente alla potente famiglia dei Melatino che in quel periodo governava la città di Teramo.
Nel Diploma del 5 gennaio 1368 si cita anche Campora come possedimento incorporato all'Università di Teramo.

## Chiesa dell'Immacolata
Il monumento principale è la chiesa di Santa Maria Immacolata. Fu costruita nel XVII secolo circa, e il campanile a vela è datato 1921. Ha pipianta rettangolare a navata unica. La facciata a capanna ha portale semplice e un oblò sull'architrave. Tre cuspidi adornano il vertice centrale e i due laterali della facciata.